# 中江直澄
中江 直澄（なかえ なおずみ）は、安土桃山時代の武将・大名。豊臣氏の家臣。

## 略歴
豊臣秀吉に馬廻として仕える。天正18年（1590年）、小田原征伐の際は石田三成を総大将とした忍城の攻めに参加。文禄2年（1592年）、文禄の役では朝鮮へ渡航せずに肥前国名護屋城に在陣し、東二の丸御後備衆、本丸裏表御門番衆に連名。文禄4年（1594年）、伏見城普請に参加。知行地は、不明だが伊勢国であったともいわれる。石高は1万石。醍醐の花見の警護にも名を見ることができる。
慶長5年（1600年）の関ヶ原の戦いに際しては、安濃津城攻め等に参加するが西軍が敗れると、所領を没収され川口宗勝と共に伊達政宗に預けられるが、慶長8年（1603年）に許された。